# Corts Generals
|  | No s'ha de confondre amb Corts Espanyoles. |

Les Corts Generals són un òrgan constitucional de l'estat espanyol constituït i regulat segons el títol tercer de la constitució espanyola de 1978. La constitució estableix que les Corts Generals són les representants del poble espanyol i són conformades per dues cambres: el Senat i el Congrés dels Diputats. És a dir, la branca legislativa dels poders del govern té una composició bicameral. Els seus membres són elegits mitjançant sufragi universal fet per la ciutadania espanyola major d'edat.
Com a representants del poble espanyol exerceixen els aspectes essencials de la sobirania nacional: posseïxen la potestat legislativa, aproven els pressupostos generals de l'estat, controlen l'acció del govern i ocupen la resta de les funcions que els atribueixi la constitució.

## Naturalesa
La Constitució espanyola, seguint el principi de divisió de poders exposat per Montesquieu, defineix i regula els tres poders bàsics: legislatiu, executiu i judicial. El primer s'encomana a les Corts Generals, el segon al Govern de l'Estat i el tercer als Tribunals de Justícia.
Segons la configuració derivada de la Constitució, les Corts Generals són un òrgan complex de naturalesa representativa, deliberant, inviolable i contínua.

## Poders i potestats de les Corts Generals
Les Corts Generals, en tant que representants del poble espanyol, tenen una sèrie de poders i potestats que els atribueix la Constitució i que no podrien ubicar-se legítimament en una altra institució per la seva pròpia naturalesa i per la condició d'Espanya com un Estat social i democràtic.

### Poder Legislatiu
Tradicionalment la pràctica i el text de les diverses Constitucions monàrquiques que ha tingut Espanya (només dos han estat republicanes i d'elles únicament la segona va arribar a ser aprovada i tenir vigència) han deixat assentat el principi què la potestat de fer les lleis resideix en les Corts i el Rei.
Aquest principi ha tingut una major o menor aplicació real en funció de la tendència conservadora o progressista del moment, i en l'actualitat apareix completament superat per tractar-se d'Espanya d'un Estat democràtic, no obstant això, la Constitució reconeix al Rei la prerrogativa de "sancionar i promulgar les lleis", encara que li confereix un termini de quinze dies per fer-ho i de la redacció del precepte s'infereix que es tracta d'un acte que el Rei està determinat a dur a terme, encara que és un fet que l'absència de la Sanció Reial o de la promulgació impedeixen que la llei pugui entrar en vigor i, per tant, adquirir força d'obligar.
Sense perjudici de la prerrogativa de sancionar i promulgar les lleis, que constitucionalment correspon només al Rei, la Constitució confereix tot el poder legislatiu a les Corts Generals; aquest poder comprèn les facultats d'elaborar i aprovar les lleis i de modificar-les o derogar-les per mitjà d'altres lleis. Les Cambres de les Corts Generals exerceixen aquest poder de manera conjunta, tramitant i votant successivament les proposicions de llei que elabori qualsevol d'elles i tramitant i votant primer al Congrés i després el Senat els projectes de llei que remeti el Govern espanyol. En cas que el Senat presenti esmenes al projecte de llei, el congrés aprovarà o rebutjarà totes o només algunes per majoria simple i si el senat per majoria absoluta veta un projecte o proposició de llei, aquest és retornat al Congrés que el pot ratificar per majoria absoluta o pot esperar dos mesos i aprovar-ho per majoria simple.
El poder legislatiu té un únic límit: el marc constitucional. En virtut del principi de jerarquia normativa, les lleis no poden ser contràries a la lletra o l'esperit de la Constitució, i en aquest cas el Tribunal Constitucional podrà declarar la nul·litat. No obstant això, és important assenyalar que les lleis gaudeixen de presumpció de constitucionalitat mentre el Tribunal Constitucional no declari el contrari i que la validesa de les lleis, una vegada aprovades per les Corts Generals i sancionades pel Rei, no pot ser qüestionada ni combatuda en els tribunals ordinaris.
L'elaboració i aprovació de les lleis té lloc en el si de cada Cambra segons el que estableix el seu respectiu Reglament, però donat el tipus de configuració de bicameralisme imperfecte queda clarament establerta la superioritat del Congrés dels Diputats sobre el Senat en el procés de formació de la voluntat legislativa de les Corts Generals.
Ambdues cambres tenen la iniciativa de les lleis, però el Senat ha de remetre al Congrés per tramitar els projectes de llei que prengui en consideració, pel que queda com a Cambra de segona lectura; pot esmenar o vetar els projectes de llei aprovats pel Congrés dels Diputats, però aquest pot aixecar el veto o rebutjar les esmenes per majoria absoluta, o bé per majoria simple un cop transcorreguts dos mesos.
Les lleis aprovades per les Corts Generals no entren en vigor fins que reben la Sanció Real i la promulgació d'ordre del Rei, que a més decreta la publicació immediata; aquesta sanció i promulgació és, com els altres actes del Rei, un acte sobre el qual el monarca no pot deliberar ni decidir, de manera que en principi queda exclòs un possible dret del Rei a vetar un projecte de llei aprovat per les Corts Generals, això no obstant, és un fet admès per l'opinió unànime dels juristes que no hi ha forma jurídica possible d'obtenir la validesa d'una llei a la qual el Rei pogués hipotèticament negar la seva Sanció.

### Potestat tributària
En virtut del principi tradicional que el Rei només podia imposar tributs amb el consentiment de les Corts, el constitucionalisme espanyol ha reservat sempre a aquestes la facultat d'imposar gravàmens i càrregues sobre l'Estat. Ni el Rei ni els funcionaris poden exigir el pagament de contribucions que no hagin estat votades i autoritzades per les Corts Generals.
Les Corts Generals actualment exerceixen aquesta potestat a través de lleis especials, en virtut de les quals es graven béns i drets tan variats com l'alcohol, el tabac, els hidrocarburs, el patrimoni de les persones i les rendes i beneficis de treballadors i empreses.

### Potestat pressupostària
Com a continuació del principi assenyalat en l'apartat anterior, la potestat pressupostària de les Corts Generals comprèn la facultat de realitzar assignacions dels fons de l'erari públic i suposa l'obligació de qualsevol altra autoritat o funcionari públic de comptar amb la seva autorització expressa per realitzar despeses amb càrrec al pressupost de l'Estat.
L'única excepció a aquest principi és el privilegi constitucional del Rei de rebre una quantitat global dels pressupostos generals de l'Estat, que per tant no pot estar dividida en partides i no pot ser fiscalitzada o controlada, i la qual el Rei té el dret de distribuir com jutgi més oportú.

### Potestats de control de l'acció política del Govern
Un règim parlamentari es caracteritza, al costat de la divisió de poders, pel manteniment d'una sèrie de mecanismes que assegurin la comunicació entre el poder legislatiu i el poder executiu. Aquest objecte es compleix mitjançant l'habilitació del legislatiu per controlar l'acció política del Govern, obligant-lo a comptar amb la confiança de les Corts per seguir desenvolupant la seva activitat.
Ambdues cambres de les Corts Generals impulsen i controlen l'acció del Govern mitjançant preguntes i interpel·lacions, i dirigeixen la seva acció en un determinat sentit mitjançant resolucions i proposicions no de Llei, a les quals el Govern ha de subjectar-se en virtut del principi de responsabilitat de l'Executiu davant del Legislatiu (principi parlamentari).

## Composició de les Cambres

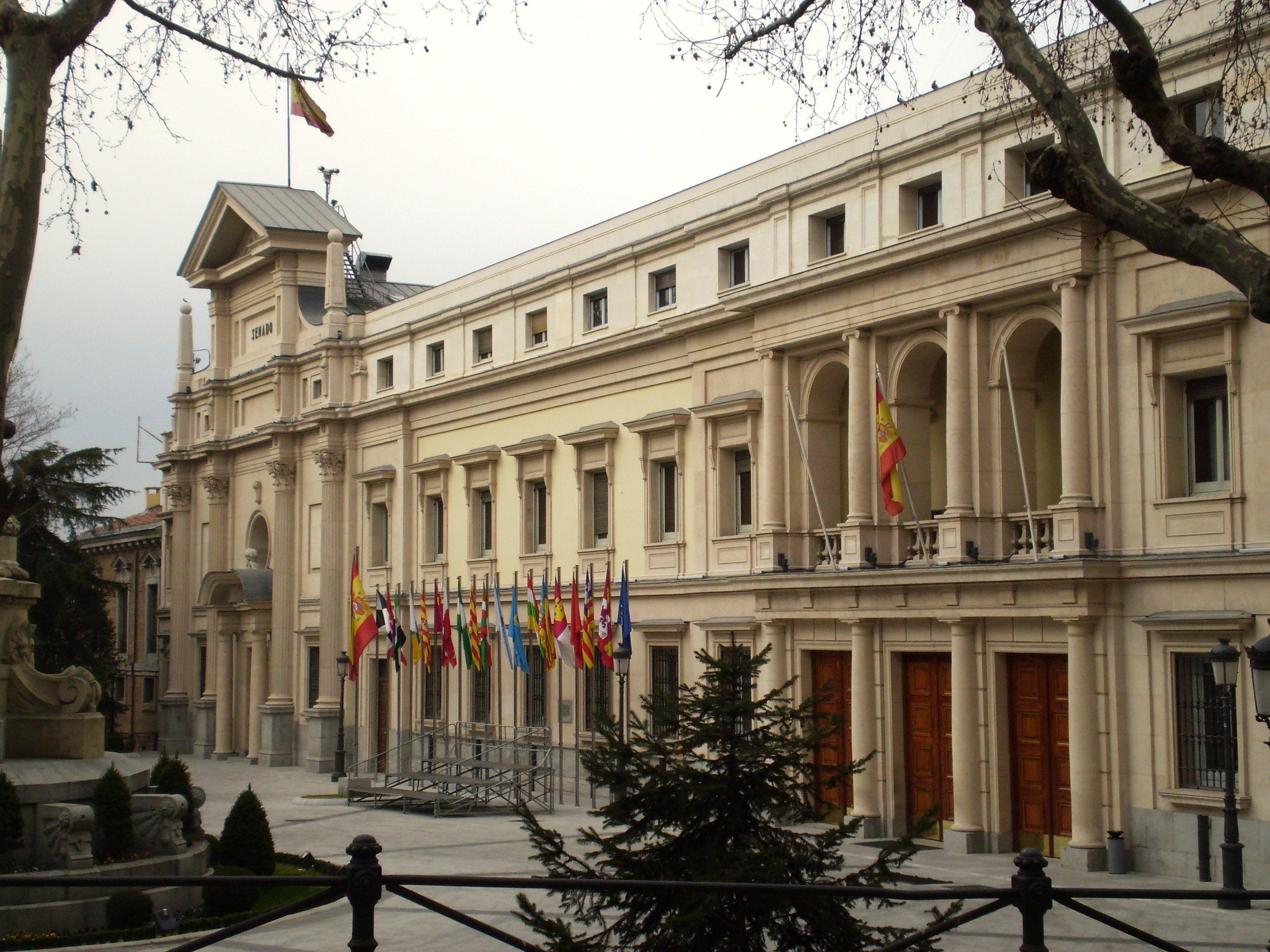
Façana del palau del Senat, Madrid.

### El Senat
El Senat és la Cambra de representació territorial, en la qual es combina la representació de les comunitats autònomes i de les províncies.
Cada Comunitat Autònoma designa un Senador i un altre més per cada milió d'habitants del seu respectiu territori, corresponent la designació a l'Assemblea Legislativa o a l'òrgan col·legiat superior de la Comunitat Autònoma, segons el que estableix el respectiu Estatut d'Autonomia.
En cada província es trien quatre Senadors per sufragi universal, lliure, igual, directe i secret pels votants de cadascuna d'elles, segons la llei electoral, en les províncies insulars, cada illa o agrupació d'illes, amb cabildo o consell insular, constitueix una circumscripció a efecte de l'elecció de Senadors; en correspondran tres a cadascuna de les illes majors-Gran Canària i Tenerife, a les Illes Canàries, i Mallorca a les Illes Balears, i un a cadascuna de les següents illes o agrupacions: Eivissa -Formentera i Menorca, a les Illes Balears, i El Hierro, Fuerteventura, La Gomera, La Palma i Lanzarote, a les Illes Canàries, les poblacions de Ceuta i Melilla trien cadascuna dos Senadors.
El Senat és elegit per quatre anys, de manera que el mandat dels Senadors acaba quatre anys després de l'elecció o el dia de la dissolució de la Cambra.
És considerada disfuncional perquè és utilitzada per a realitzar una segona lectura de les iniciatives legislatives.

### El Congrés dels Diputats

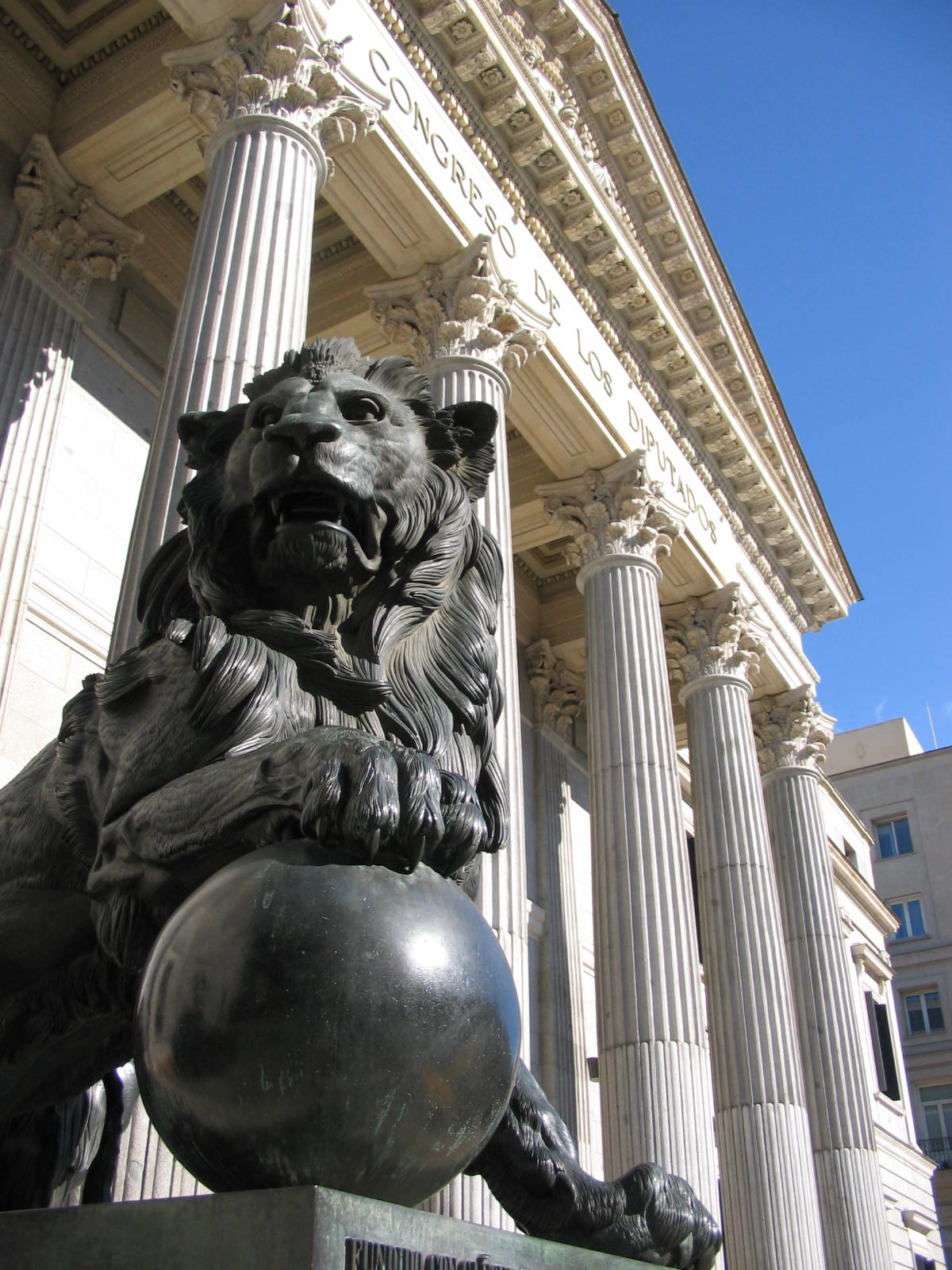
Façana del Congrés dels Diputats, Madrid.

El Congrés es compon d'un mínim de 300 i un màxim de 400 Diputats (actualment 350), elegits per sufragi universal, lliure, igual, directe i secret en els termes que estableixi la llei. Són electors i elegibles tots els espanyols que estiguin en ple ús dels seus drets polítics.
A efectes de l'elecció de diputats la circumscripció electoral és la província. La llei electoral distribueix el nombre total de Diputats, assignarà una representació mínima inicial de dos diputats a cada circumscripció, un a Ceuta i un a Melilla, i distribuint els altres en proporció a la població.
L'elecció es verifica en cada circumscripció atenent criteris de representació proporcional, seguint el sistema D'Hondt que permet evitar fraccionaments inconvenients per a l'estabilitat de la Cambra.
El Congrés és elegit per quatre anys, de manera que el mandat dels Diputats acaba quatre anys després de l'elecció o el dia de la dissolució de la Cambra.

## Funcionament de les Corts Generals

### Règim
La regulació fonamental del funcionament de les Corts Generals es troba a la Constitució i en els reglaments de cadascuna de les cambres. Encara manca per elaborar el reglament de les Corts Generals.

#### Temps
- Legislatura, temps normal de la vida de cada cambra, la durada de la legislatura és de quatre anys, excepte en cas de dissolució anticipada.
- Període de sessions, cadascuna de les etapes de treball dins de cada legislatura. S'assenyalen que les càmeres es reuniran anualment en dos períodes ordinaris de sessions, un de setembre a desembre i altres de febrer a juny.[12]

#### Lloc
D'acord amb la Constitució Espanyola, que estableix Madrid com a capital, la seu de les Corts Generals està en aquesta ciutat, tant per al Congrés com pel Senat. Tots dos locals gaudeixen del privilegi d'inviolabilitat de l'art. 66.3 de la Constitució.

#### Ple i comissions
El funcionament de les Cambres té lloc en Ple i en comissions, amb les limitacions establertes en la Constitució (per exemple, en els casos de lleis orgàniques i tractats internacionals). El ple és la reunió de tots els membres d'una Cambra, sota la presidència de la Mesa respectiva, les comissions són cadascuna de les seccions operatives en què es divideixen els diputats o senadors, sota la direcció d'una mesa pròpia.

#### La dissolució de les Corts
- Per causa de les seves relacions amb el Govern. El President del Govern, considerat el Consell de Ministres podrà proposar la dissolució de les Corts que serà decretada pel Rei ...

- Per exigències constitucionals.
  - Expiració del termini de legislatura, termini de quatre anys, expirat el qual les Corts quedaran dissoltes i haurà de procedir immediatament a la convocatòria d'eleccions generals.
  - Quan es proposés la revisió total de la Constitució o una reforma parcial de les previstes en l'art. 168 de la Constitució, es procedirà a l'aprovació per majoria de dos terços de cada Cambra i a la dissolució immediata de les Corts.

- Per altres causes especials.

Les Corts Generals exerceixen tots els seus poders i potestats a través de l'elaboració i aprovació de les lleis, mitjançant la proposició dels nomenaments dels titulars de determinats òrgans de l'Estat a Sa Majestat el Rei i d'altres formes.
Quant a les competències relacionades amb la Corona, com l'autorització per a declarar la guerra i fer la pau o la proclamació del Rei davant les Corts Generals, les Cambres es reuneixen en sessió conjunta sota la presidència del President del Congrés dels Diputats.
Determinades decisions d'especial transcendència però de caràcter no legislatiu, com l'apreciació de la necessitat que l'Estat harmonitzi disposicions diverses de les comunitats autònomes sobre una matèria determinada, són preses per majoria de cadascuna de les Cambres, la Constitució distribueix la iniciativa en aquests casos de forma desigual, a favor del Senat en la majoria dels casos, però ordena que les discrepàncies siguin resoltes per una Comissió Mixta composta per igual nombre de Senadors i Diputats, però si la proposta elaborada per ella no condueix a l'acord d'ambdues Cambres la decisió final correspon al Congrés per majoria absoluta.

## Òrgans de l'activitat parlamentària
Els òrgans són els següents:
Els òrgans rectors, o de direcció i administració, s'encarreguen les tasques que possibiliten que les cambres puguen reunir-se i adoptar decisions. No participen directament en les funcions oficials de les cambres. Són: el President, la Mesa i la Junta de Portaveus.
Els òrgans funcionals, o de treball, intervenen en les activitats oficials de les cambres preparant deliberacions i decisions o resolent-les. Són:
- El Ple, compost per la totalitat dels membres de la cambra. Expressa la voluntat de la cambra en relació amb les seues competències.
- Les Comissions, que són òrgans de treball especialitzat en una matèria cadascuna.
- Les Ponències, que són òrgans de treball de les Comissions, formades per pocs membres amb quantitat proporcional a cada grup parlamentari. "Són òrgans preparatoris dels treballs de les comissions i la diputació permanent".
- La Diputació Permanent, és un òrgan especial que vetlla pels poders de la cambra quan aquesta no està reunida.[12]

## Legislatures
La duració del mandat de les dues cambres és una legislatura. Les legislatures han estat:
- Legislatura Constituent: 1977-1979
- I Legislatura: 1979-1982
- II Legislatura: 1982-1986
- III Legislatura: 1986-1989
- IV Legislatura: 1989-1993
- V Legislatura: 1993-1996
- VI Legislatura: 1996-2000[12]
- VII Legislatura: 2000-2004
- VIII Legislatura: 2004-2008
- IX Legislatura: 2008-2011
- X Legislatura: 2011-2016
- XI Legislatura: gener-juliol 2016
- XII Legislatura: 2016-2019
- XIII Legislatura: 2019-